# Tuticanus
Tuticanus is een geslacht van spinnen uit de  familie van de Ctenidae (kamspinnen).

## Soorten
- Tuticanus cruciatus Simon, 1897
- Tuticanus major (Keyserling, 1879)